# Hypoatherina temminckii
Hypoatherina temminckii är en fiskart som först beskrevs av Bleeker, 1853.  Hypoatherina temminckii ingår i släktet Hypoatherina och familjen silversidefiskar. Inga underarter finns listade i Catalogue of Life.